# Earophila niveifascia
Earophila niveifascia fue una división taxonómica para una especie de polilla perteneciente a la familia Geometridae, descrita por primera vez por George Duryea Hulst en 1900. Carece de descripción de su especie holotipo, poco se supo de esta polilla.

## Taxonomía
La especie fue descrita inicialmente bajo la especie E. vasiliata. Descripciones posteriores describen que sus alas anteriores cuentan con una amplia banda central clara y blanquecina. La especie se mantuvo como un nombre taxonómico aceptado provisionalmente hasta que se presentasen más datos concluyentes.
El nombre fue finalmente borrado del Global Biodiversity Information Facility en febrero de 2018. En algunas bases de datos es puesta como sinonimia de Anticlea niveifascia, a su vez sinónimo de Anticlea vasiliata.